# Potenzialspeicherröhre
Eine Potenzialspeicherröhre ist eine Elektronenstrahlröhre zur analogen Speicherung der Amplituden von elektrischen Signalen. Sie wurden im Störschutzsystem historischer sowjetischer Radargeräte eingesetzt.

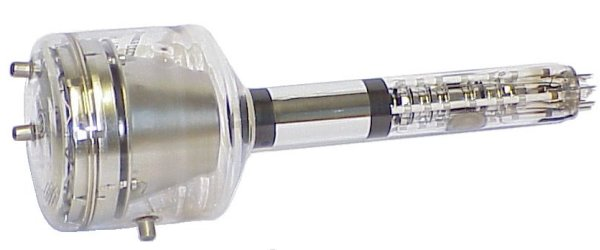
Potenzialspeicherröhre Typ LN−9

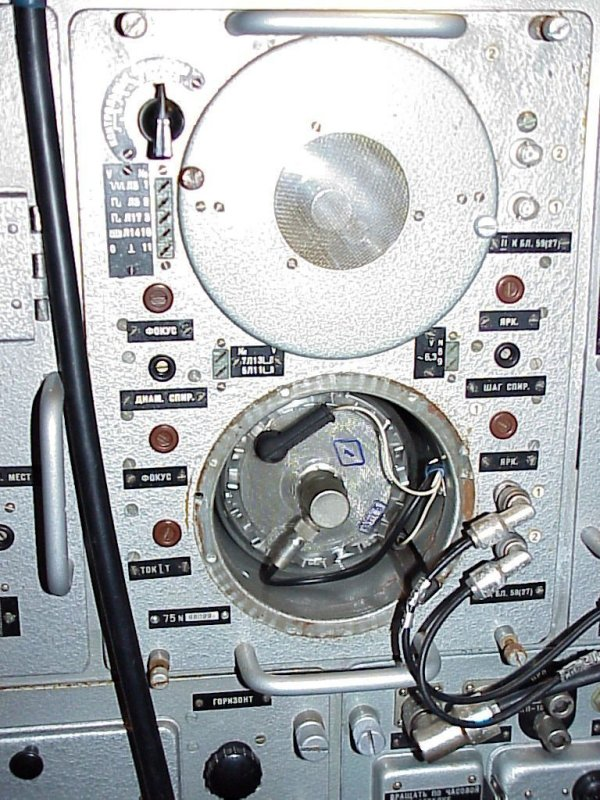
Störschutzblock in der P−18 mit 2 Stück LN−9

In der Potenzialspeicherröhre wurde eine gesamte Auslenkperiode zur Zwischenperiodenkompensation gespeichert. In einem aufwändig fokussierten Elektronenstahlsystem wurde auf einer Cäsiumschicht eine Auslenkperiode spiralförmig gespeichert. Jeder Punkt auf der Spirale entsprach einer Entfernungseinheit. In der nächsten Auslenkperiode wurde diese Entfernungseinheit wieder auf den gleichen Punkt geschrieben. Wenn dieser Punkt bereits eine Ladung hatte, dann wurde das im deshalb geringeren Anodenstrom der Röhre registriert. Ausgangssignal dieser Röhre war dann das Differenzsignal zwischen der aktuellen und der vorhergehenden Auslenkperiode.
In dem russischen Radargerät P-18 wurden zwei dieser Röhren hintereinander geschaltet um den Unterdrückungsfaktor zu verbessern. Beide Röhren wurden im Multiplexbetrieb ausgenutzt und konnten somit im Nahbereich zur Unterdrückung von Festzieleechos und im Fernbereich zur Unterdrückung von nichtsynchronen Impulsstörungen (zum Beispiel Sendeimpulse fremder Radargeräte, die auf der gleichen Frequenz gearbeitet haben) verwendet werden.
Potenzialspeicherröhren wurden in neuentwickelten Radargeräten sowjetischer Produktion bis in die 70er Jahre eingesetzt. Danach wurden deren Aufgaben in den Radargeräten zunehmend durch digitale Speicher übernommen.